# Hammer (Nuthe-Urstromtal)
Hammer ist ein Wohnplatz der Gemeinde Nuthe-Urstromtal im Landkreis Teltow-Fläming in Brandenburg.

## Geografische Lage
Der Wohnplatz liegt rund 1,1 km südsüdöstlich des Ortsteils Schönefeld und dort unmittelbar südlich des Hammerfließes, das von Osten kommend in westlicher Richtung verläuft.

## Geschichte
Das Dorf Schönefeld bestand im Jahr 1800 mit Hammer und Windmühle. Der Hammer erschien im Jahr 1860 als Abbau Unterhammer, ab 1871 als Wohnplatz; nicht zu verwechseln mit dem gleichnamigen Wohnplatz Unterhammer bei Luckenwalde und zu Gottow zugehörig. Im Jahr 1950 wurde von einem Wohnplatz Haus am Hammer berichtet (ebenso 1957). Der Eisenhammer dürfte erheblich älter sein, denn bereits 1474 musste ein Hammerknecht 10 Groschen Abgaben leisten.